# Попов, Игорь Александрович
Попов Игорь Александрович (16 октября 1927, Харьков, УССР — 24 октября 1999, Москва, Россия) — советский художник, живописец и портретист, народный художник РСФСР (1978).

## Биография
Учился в Московском художественном институте им. В. И. Сурикова (1945—1951) у С. В. Герасимова.
Был председателем правления Московской организации Союза художников РСФСР (1974—1978).
Творчество Попова (преимущественно автопортреты, жанровые композиции, портреты) проникнуто поэтичным восприятием русской природы, современной жизни небольших русских городов и их жителей; для его картин характерна свободная живописная лепка («Базарный день», 1958‒1960, Ярославский художественный музей; серия портретов «Рыбаки из Галича», 1965, Дирекция художественных фондов и проектирования памятников министерства культуры РСФСР, 1967, и «Сентябрь. Тишина», 1972, обе в Третьяковской галерее). Одна из его картин «Первый снег» также показывает небольшой русский город и его жителей.
Похоронен художник на Ваганьковском кладбище в Москве, участок № 16.